# Tinku
O Tinku (em quéchua tinkuy, encontro, e em aymará, ataque físico) é um ritual e uma dança folclórica da Bolívia realizada anualmente ao norte do Departamento de Potosí.

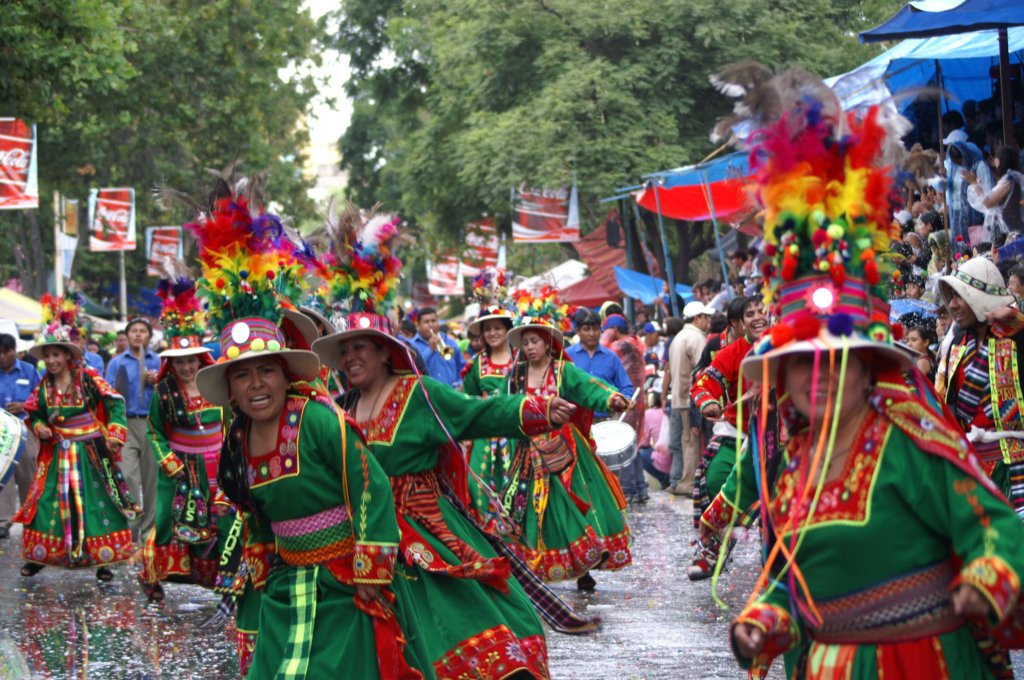
O Carnaval de Oruro, Bolívia, está listado desde 2001 na Lista de Obras-Primas do Patrimônio Oral e Imaterial da Humanidade da UNESCO.

A tradição tem orígem no folclore inca e é celebrado há mais de 1200 anos.
Na década de 70 o Tinku passa a ter suas técnicas corporais e indumentárias adaptadas para dança. Na década de 90 passa a ser performada em festividades nacionais bolivianas, com destaque a sua incorporação ao Canaval de Oruro. Essa expansão alcança o Chile no princípio dos anos 2000 em festas como da Virgem de La Tirana em Tarapacá e da Virgem de Ayquina em Atacama.